# أبي لاثروب
أبي لاثروب (بالإنجليزية: Abbie Lathrop)‏ (1868 – 1918) هي امرأة اشتهرت باستئناس القوارض، وبرعت في تهجين الفئران الأليفة (بالإنجليزية: «Fancy Mice»، وهي نوع من الفئران المنزلية المستأنسة يتميز بصغر حجمه ورخص ثمنه، واسمه العلمي Mus Musculus Domestica).

## السيرة الذاتية
وُلدت لاثروب عام 1868 في إلينوي لوالدين يعملان في مهنة التعليم. وقد تلقت تعليمها في المنزل حتى بلغت 16 عامًا، ومن ثم حصلت على رخصة معلم من ولاية إلينوي بعد قضائها عامين في أكاديمية المعلمين. وظلت تعمل في المدارس الابتدائية حتى عام 1900 حينما انتقلت إلى مزرعة في غرانبي، ماساتشوستس. وبعد فشل مشروع تربية الدواجن الخاص بها، شرعت في تهجين الجرذان والفئران كي تبيعها إلى هواة اقتناء الحيوانات الأليفة ومقدمي العروض. وكذلك كانت تقوم بتربية الأرانب وبنات مقرض والخنازير الغينية. وقد تم لها ذلك بمساعدة صديقاتها إيديث شابين وأدا جراي. وقد بدأت مزرعة لاثروب للفئران بزوج من الفئران الراقصة ألتقطتهما من مزرعة غرانبي، ومنذ ذلك الحين استمرت أعدادها في التزايد حتى وصل عدد الفئران لديها في وقت ما إلى ما يتجاوز 11,000 فئرًا. ولاحقًا جذبت مزرعة لاثروب انتباه الباحثين، حيث شرعت لاثروب في بيع القوارض إلى المنظمات البحثية، ومن بينها «Bussey Institute» في جامعة هارفارد. وكذلك اشترت منها الحكومة الأمريكية الخنازير الغينية التي لديها حتى تستخدمها في اختبارات الغازات السامة التي أُطلقت في خنادق الحرب العالمية الأولى.
واستعانت لاثروب بالفئران البرية القادمة من ميشيجان وفيرمونت حتى تتناسل مع فئران مزرعة غرانبي. وكذلك قامت بتهجين الفئران اليابانية الراقصة إلى جانب الفئران الأليفة. وقد هيئت لهم صناديق خشبية وبداخلها سرائر مصنوعة من القش. وتألف نظامهم الغذائي من الشوفان ورقائق القمح. حيث كانت فئران لاثروب تستهلك طنًا ونصف من الشوفان، و12 برميلًا من الرقائق كل شهر. وفي بعض الأحيان كانت لاثروب تستأجر بعض الأطفال المحليين في تنظيف أقفاص الفئران في مقابل 7 سنتات في الساعة.
وبحلول عام 1908 لاحظت لاثروب ظهور آفات جلدية على بعض فئرانها. ولذا أرسلت بعض العينات إلى العلماء، وكانت على تواصل دائم مع عالم الأمراض التجريبي ليو ليب، والذي تبين له أن الفئران مصابة بأورام خبيثة بعدما عاينهم بنفسه. ثم شرعت لاثروب في تطوير سلالات جديدة من الفئران المتناسلة داخليًا في عام 1910 تقريبًا. وقد تعاونت لاثروب مع ليو ليب في إجراء التجارب على فئرانها، واشترك كلاهما في تأليف 10 مقالات دورية في الفترة من 1913 إلى 1919، والتي نُشرت بعضها في دورية أبحاث السرطان (Journal of Cancer Research)، ودورية العلوم الطبية التجريبية (Journal of Experimental Medicine). وتوصل الثنائي إلى أن إزالة المبايض تقلل من نسبة الإصابة بالأورام الثديية، وأن عرضة الإصابة بتلك الأورام تتفاوت من سلالة إلى أخرى.
وفي عام 1902، قام عالم الوراثة ويليام كاسل بشراء بضعة فئران من لاثروب. وتحت إشراف كاسل قام عالم الوراثة كلارنس كوك ليتل بتهجين فأر من سلالة (C57BL/6) والتي تُعرف باسم «Black 6» مع الفأر رقم من 57 من مزرعة لاثروب. ولاحقًا صارت السلالة المعروفة بـBlack 6 أكثر السلالات شيوعًا من بين فئران التجارب. ورغم أن كاسل قد استهان بشأن لاثروب حينما وصفها بـ«بائعة حيوانات أليفة موهوبة»، إلا أنه من الراجح أنه استعان بفئرانها الرمادية في تهجين سلالته الخاصة المعروفة بـ«DBA Mice». حيث زعمت كارين سيتينا في كتابها عام 2009 أن خمسة من السلالات الرئيسية من فئران التجارب المستخدمة على أقل تقدير قد تعود في نسبها إلى فأرة وحيدة من فئران لاثروب.
وتوفيت لاثروب عام 1918 من فقر الدم الخبيث. ثم دُفنت في المقبرة الغربية في غرانبي بالقرب من صديقاتها شابين وجراي. وجميع مدوناتها ودفاترها وسجلات التهجين الخاصة بها محفوظة في مكتبة مختبر جاكسون.